# Coenosia emiliae
Coenosia emiliae är en tvåvingeart som beskrevs av Lukasheva 1986. Coenosia emiliae ingår i släktet Coenosia och familjen husflugor. Arten är reproducerande i Sverige. Inga underarter finns listade i Catalogue of Life.